# (36446) Cinodapistoia
(36446) Cinodapistoia (2000 QV) – planetoida z grupy pasa głównego asteroid okrążająca Słońce w ciągu 3,79 lat w średniej odległości 2,43 j.a. Odkryta 22 sierpnia 2000 roku.